# Liebe, Tod und Eisenbahn
Liebe, Tod und Eisenbahn ist eine deutsche schwarze Komödie aus dem Jahr 1989. Unter der Regie von
Gert Steinheimer sind Heiner Lauterbach und Christina Scholz in den Hauptrollen zu sehen. Der Fernsehfilm hatte seine Erstausstrahlung am 12. Februar 1990 im ZDF.

## Handlung
Raimund und Karin beziehen eine neue Wohnung. Der Eigentümer zeigt Raimund seine Modelleisenbahnanlage und schenkt sie ihm. Bald verfällt auch Raimund diesem Hobby, baut die Anlage immer weiter aus und widmet dem Ausbau und dem Spielen mit der Eisenbahn seine gesamte Freizeit. Karin erträgt sein Hobby zunächst. Als sich Raimund aber immer mehr von ihr ab- und seiner Eisenbahn zuwendet, wird sie zunehmend frustriert. Sie versucht vergeblich, ihn eifersüchtig zu machen und fasst irgendwann aus Verbitterung sogar den Entschluss, ihn zu töten. Sie bereitet eine Falle für einen Stromschlag vor. Überraschend eröffnet Raimund ihr jedoch, er sehe nun ein, dass er zu weit gegangen sei und dass er sein zur Obsession gewordenes Hobby nun aufgebe und am nächsten Tag die Anlage abbauen werde. Überglücklich und erleichtert verzeiht Karin ihm und vergisst dabei die Stromfalle. Während sie das Essen zubereitet, geht Raimund noch einmal zur Modellbahnanlage, betrachtet diese kurz und möchte noch ein letztes Mal einen Zug abfahren lassen. Er schaltet den Trafo ein, schließt dadurch den vorbereiteten Stromkreis und fällt von einem Stromschlag getroffen tot um. Um den Leichnam zu verstecken, baut Karin diesen in die Modellbau-Gebirgslandschaft ein.
Der Film endet mit einer surrealen Szene, in der Karin in der den Alpen nachempfundenen Modelleisenbahnlandschaft aufwacht, in der sie (aus ihrer Sicht) lebensgroßen Modellfiguren begegnet. Sie besteigt einen Berg, der sich als jener herausstellt, den sie aus Raimund auf der Modellbahnanlage modelliert hat. Am Ende ist sie als Plastikfigur neben dem Gipfelkreuz Teil der Gebirgslandschaft geworden.

## Kritiken
Die TV Spielfilm bezeichnete die schwarze Komödie als „Bitterböse!“.
Der Spiegel lobte: „Gert Steinheimer […] hat sich mit seinem schwarzen Humor als einer der wenigen Lichtblicke am düsteren Horizont der deutschen TV-Unterhaltung erwiesen.“
Manfred Riepe schrieb in der Die Tageszeitung: „Solange es möglich ist, zur besten Sendezeit im ZDF einen Film zu zeigen, indem so eine Frau mit der Kreiß-Säge auf ihren Mann zugeht, kann man davon ausgehen, daß die Ästhetik der Medienlandschaft noch nicht vollends gleichgeschaltet ist.“